# Extertalstraße
Die Extertalstraße ist eine regionale Landesstraße von Rinteln über Bösingfeld nach Barntrup und wird in Niedersachsen als L 435 und in Nordrhein-Westfalen als L 758 klassifiziert.
Sie ist etwa 30 km lang und gut ausgebaut.
Sie führt im Tal der Exter direkt neben dem Fluss und der Bahnstrecke Extertalbahn entlang.

## Geschichte
In dem Tal der Exter ist diese Straße eine wichtige Verkehrsader, die Ende der 1960er Jahre durch den Ausbau der Straße noch einmal gestärkt wurde.